# Vlaamsche Landsleiding

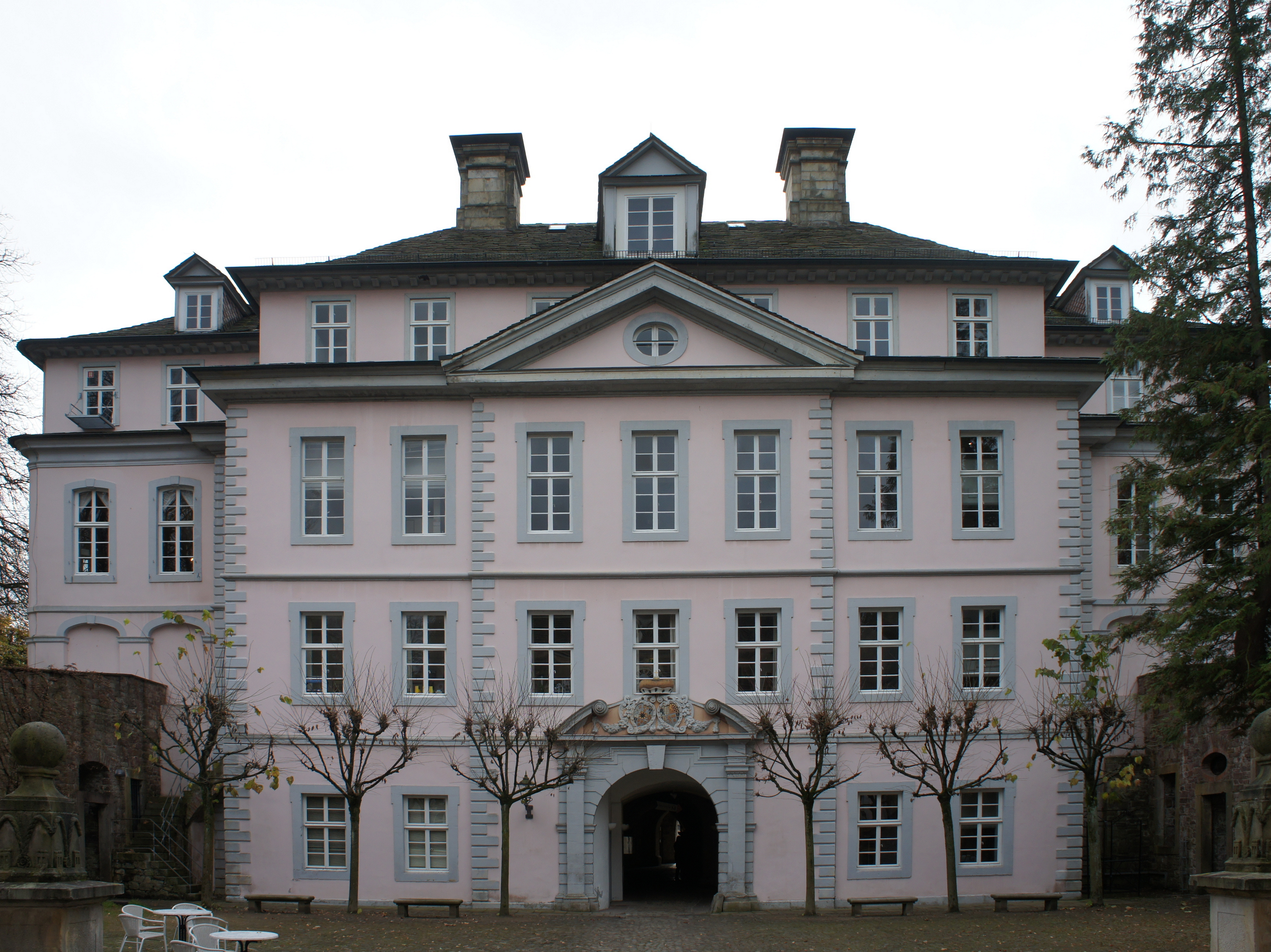
Schloss Pyrmont, waar de landsleiding aanvankelijk bijeenkwam.

Onder de Vlaamsche Landsleiding of de Landesleitung Flandern verstaat men de in Duitsland verblijvende Vlaamse Regering in ballingschap van nationaalsocialistische strekking. Deze marionettenregering functioneerde met Duitse toestemming van september 1944 tot aan de Duitse capitulatie op 5 mei 1945. Ondertussen veranderde in het laatste oorlogsjaar de Duitse bezetter het statuut van België van Militärverwaltung in een Zivilverwaltung.

## Geschiedenis
In de septemberdagen van 1944 vluchtten ongeveer 15 000 Vlaamse collaborateurs van het naziregime met de terugtrekkende Wehrmacht naar Duitsland. De leiding van de DeVlag samen met Vlaamse SS-voormannen en hun familie verzamelden eerst in Maaseik. Van daaruit ging de vlucht verder naar Duitsland. Daar werden zij ondergebracht in opvangkampen verspreid over de Gau Oost-Hannover.
Met de goedkeuring van Heinrich Himmler stichtten de DeVlag-hoofdman Jef Van de Wiele, priester Cyriel Verschaeve, historicus Robert Van Roosbroeck, econoom Edgard Delvo, jurist en literatuurhistoricus Antoon Jacob, August Borms en enkele getrouwen, een Vlaamse regering in ballingschap, genoemd de Vlaamsche Landsleiding. In een door de Duitsers aangeboden tochtig kasteel van de vorsten van Waldeck-Pyrmont in het kuuroord Bad Pyrmont in het Weserbergland ontwierpen ze de toekomst van een nationaalsocialistisch Vlaanderen indien Duitsland alsnog de oorlog zou winnen. Himmler vroeg aan Jef Van de Wiele een statuut uit te werken voor het Reichsland Flandern dat na de herbezetting van België zou tot stand komen. De landsleider mocht in deze context gevolmachtigden of ministers aanstellen.
De Landsleiding kreeg pas op 15 december 1944 een officiële erkenning van de Duitse overheid. Jef Van de Wiele mocht zich van Hitlers buitenlandminister Joachim von Ribbentrop leider van het Vlaamse Bevrijdingscomité noemen.
Tijdens de Slag om de Ardennen in december 1944 kregen de actieve leden van de Landsleiding een nieuw uniform. De Duitsers brachten hen per trein naar Wahn bij Keulen. Bij de eindoverwinning beloofden de Duitsers de macht in Vlaanderen over te dragen aan Jef Van de Wiele, in Wallonië aan Rexleider Léon Degrelle. Na de nederlaag in het Ardennenoffensief kwam de Landsleiding in februari 1945 nog een laatste keer samen in Aussig. Na de Duitse capitulatie veroordeelden Belgische krijgsraden alle leden van de Landsleiding tot de doodstraf, veelal bij verstek. Slechts Borms werd daadwerkelijk terechtgesteld, de overigen doken onder of zagen hun doodstraffen omgezet in gevangenisstraffen en geldboeten.

## Samenstelling van de Vlaamsche Landsleiding
Cyriel Verschaeve (1874-1949), August Borms (1878-1946) en Antoon Jacob (1889-1947), allen zonder politieke ervaring, werden lid van de Adviesraad van de te vormen regering in ballingschap. Deze adviesraad onder het voorzitterschap van Verschaeve kreeg als taak alle gevluchte Vlaamse collaborateurs in dezelfde richting te laten denken en handelen i.v.m. deelname aan de Duitse oorlogsindustrie en de strijd aan het oostfront.
Jef Van de Wiele (1903-1979), president van de Landsleiding, stelde zijn regering als volgt samen:
- Robert Van Roosbroeck (1898-1988), gevolmachtigde voor Kunst en Onderwijs
- Edgard Delvo (1905-1999), Sociale Zaken, met als medewerkers Georges van Bergen, Jozef De Ridder en Frits Hendrickx
- Ir. Jef Haesaerts, Techniek en Wederopbouw
- jurist René Lagrou (1904-1969), voorzitter van de Landsleiding en gevolmachtigde Binnenlandse Zaken. Deze nam als factotum de piepjonge André Leysen (1927-2015) in dienst. Met:
  - Robert Verbelen (1911-1990), leider departement Politie
  - Severinus Verdoodt (1898-1956), leider departement Justitie
- dichter en tot 1943 lid van de Algemeene SS-Vlaanderen Pol Le Roy (1905-1983), Propaganda, met Leo Poppe als medewerker
- Raf Van Hulse (1903-1977), leider van Hitlerjeugd Vlaanderen, Jeugdzaken

Pol Le Roy vertegenwoordigde de Vlaamsche Landsleiding bij het Europäisches Propagandabüro in Berlijn. Hier werkten andere buitenlandse hitlerianen samen om de Europese gedachte uit te dragen.

## Programma
De voorlopige regering smeedde plannen om het Reichsland Flandern op te delen in 12 gouwen. Daarbij moesten Zeeland en Noord-Brabant van Nederland losgemaakt worden. De Fransen moesten Westland en Zuid-Vlaanderen afstaan aan het Reichsland. Kortom, een toekomstig nieuw Vlaanderen van de Somme tot aan de Moerdijk.
Het Vlaamse leger mocht er een eigen opperbevel op nahouden maar zou deel uitmaken van de Wehrmacht.
Van Roosbroeck van Kunst en Onderwijs wilde een einde maken aan de strijd tussen de verschillende onderwijsnetten in Vlaanderen. Op de Katholieke Universiteit Leuven na wilde hij het katholiek onderwijs opheffen. Het studievak Folklore of Volkskunde moest meer aandacht krijgen in de leerplannen. De Landsleiding wilde komaf maken met de typisch Vlaamse lintbebouwing en nam zich voor de ontwikkeling van de dorpskernen te stimuleren.
De schimmig opererende regering werkte aan plannen om het lot van de vele gevluchte Vlamingen en hun gezinnen te verbeteren met onder meer aangepaste schoolprogramma's. Ze wilde jonge mannen overhalen om te gaan werken in de Duitse oorlogsindustrie of dienst te nemen in de Vlaamse 27. SS-Freiwilligen-Grenadier-Division Langemarck die in december 1944, 6 000 leden telde.

## Houding van de Duitsers tegenover de Landsleiding
De Duitsers loofden het degelijke werk van de Landsleiding maar twijfelden aan haar realisering. In een rapport bekritiseerde men het professorale karakter van haar plannen. De vrij late erkenning op 15 december 1944 wees ook in die richting. Het Duitse ministerie van Buitenlandse Zaken beloofde een geldelijke toelage die weliswaar na de bevrijding moest terugbetaald worden. In zijn hoedanigheid van adviseur van de Landsleiding sprak Cyriel Verschaeve zich uit tegen het bestoken van Antwerpen met V1-bommen, zonder indruk te maken op de Duitse bezetter.